# Kin-Lalat
Kin-Lalat (nombre compuesto de origen K´iche´, significa sonido agradable producido por la naturaleza) es un grupo musical compuesto en 1982 por guatemaltecos exiliados en Nicaragua. Es uno de los grupos pertenecientes al movimiento de nueva canción, corriente musical de América Latina con un fuerte compromiso social.

## Historia
El nombre del grupo lo ideó Rigoberta Menchú, cuando conoció a los integrantes del grupo en el exilio.
Los integrantes eran guatemaltecos exiliados, vinculados a la URNG: Tito Medina, Enrique Castellanos, Danilo Cardona, Miguel Sisay y Fito García.  En 1985, tres integrantes dejaron el grupo, por lo que  Tito Medina y Miguel Sisay buscaban integrantes en México. Al grupo se fueron uniendo mujeres artistas como la percusionista Sandra Morán y Marlin Ramazzini en 1986 y la flautista y cantante Sara Galvez en 1989. Para los integrantes del grupo fue imposible sostenerse en Centroamérica y pidieron asilo en Canadá. El grupo también cantó con artistas internacionales como Yolocamba I Ta , Amparo Ochoa, Alí Primera, Pete Seeger, Quilapayún, Pablo Milanés, Los Guaraguao, Gabino Palomares, Óscar Chávez, Mercedes Sosa, Quinteto Tiempo, Luis Enrique Mejía Godoy, Roy Brown, Haciendo Punto en Otro Son, Taoné, Thiago de Mello, Alah Rakka , Carlos Mejía Godoy y Los de Palacagüina, Sal Ferreras, Bernice Johnson Reagon y Sweet Honey in the Rock , Bobby Taylor & the Vancouvers , Three Dog Night, John Mayall, Manguaré, Santiago Feliú, Xiomara Laugart y muchos otros en giras promovidas por Gary Cristall, Wes Maultsaid, Marta y Enrique Torres, Julia Esquivel, Hans Lagenberg y Katherine Pearson.
Kin-Lalat es uno de los referentes guatemaltecos en el Movimiento de la Nueva Canción Latinoamericana, del cual son cofundadores. Su producción musical es muy diversa y combina la canción protesta con una diversidad de estilos de la ancestralidad musical guatemalteca tanto maya y garífuna como de las tradiciones mestizas. También hacen exploraciones en ritmos contemporáneos como el rock, el blues, la balada, el bolero, la guajira, y realizan su propia propuesta ritmática: El Son-Rock-Fusión en compás de 12/8, que integra la ternalidad del son con la binaridad del rock; los temas Pueblo Quiché, Libertad... Munición del Canto y Cuando veo un Corte de Santiago Atitlán son ejemplos de esta novedosa propuesta.  El Manabique, una nueva forma en la que Tito Medina desarrolla una nueva aproximación a los ritmos del Caribe izabalense, utilizando inicialmente solamente dos instrumentos principales, la guitarra y el Garaon, tambor garífuna para acompañar la melodía normalmente cantada. Algunos de los manabiques más conocidos son Ey Ay Ay Ey, Mi Caribe y Consenso Nacional, un tema compuesto a inicios de los 90s para acompañar las negociaciones para los Acuerdos de Paz entre el Gobierno de Guatemala y la Unidad Revolucionaria Nacional Guatemalteca, que finalmente se firmaran el 29 de diciembre de 1996, poniéndole fin a la guerra civil que había desangrado al país durante 36 años.  La firma se realizó en el Palacio Nacional y en la Plaza Central se organizó un magno evento cultural en el que Kin-Lalat realizó el cierre artístico antes del protocolo público de la Firma del Acuerdo de Paz Firme y Duradera, que se realizara en el mismo escenario. Una edición especial de La Antología de Música Instrumental de la Tradición Popular Guatemalteca, fue editada oficialmente como parte del paquete protocolario distribuido en este histórico acontecimiento. Esa fue la primera vez que Kin-Lalat apareció públicamente en un gran escenario en su patria natal, esta vez, ante decenas de miles de personas que corearon sus canciones, las cuales fueran silenciadas con anterioridad.
Le pusieron música a la poesía de Otto René Castillo, Franz Galich, Manuel José Arce, Raúl Flores, Camilo Díaz y Chito España. La canción más famosa de este grupo, Florecerás Guatemala, es una adaptación hecha junto a Danilo Cardona, del poema Certeza de Julia Esquivel.
El aporte de este grupo guatemalteco fue fundamental en aquellos años (80´s). Además de denunciar las graves violaciones de Derechos Humanos cometidas por el ejército, sus giras internacionales permitieron dar visibilidad al conflicto armado y que los ojos de la comunidad internacional se posaran sobre este país centroamericano. Sus canciones se convertirían en un símbolo de la lucha guatemalteca:

## Discografía

#### 1983 - Ixiim K'in Q'aaq' (Maíz y fusil)[10]
- Tempestad Libertaria   (Camilo Díaz)
- A Combatir   (Grupo Jornal)
- Ejército Asesino   (Tito Medina)
- Maíz y Fusil   (Danilo Cardona)
- Juan   (Tito Medina)
- El Saraguate   (Plinio el Chucho)
- En Busca de Nuevos Soles  (Danilo Cardona)
- Cantaré   (Danilo Cardona)
- Pueblo Quiché   (Raúl Flores - Jornal)
- El Grito Guerrillero   (Rigo Molina - Everardo de León)
- A los Héroes del 31 de Enero   (Tito Medina)
- Por Todo... Vencerás!   (Tito Medina)

#### 1984 - Florecerás Guatemala[11]
- Florecerás Guatemala   (Julia Esquivel - Danilo Cardona)
- Pueblo, Sangre Que No Se Rinde   (Manuel José Arce - Tito Medina)
- Comandante Turcios Lima   (Franz Galich - Tito Medina)
- La Despedida   (Chito España)
- “Amante Alzado”   (Danilo Cardona)
- La Guerra del Pueblo   (Plinio El Chucho)
- La Emboscada   (Tito Medina)
- Libertad, Munición del Canto    (Manuel José Arce - Tito Medina)
- Compañera   (Danilo Cardona)
- Canción de la Unidad  (Danilo Cardona - Tito Medina - Kin Lalat)

#### 1986 - Nsq'arna' (Llegará la aurora)
- Son de entrada
- Primer son
- Segundo son
- Tercer son
- Son de salida
- Lain Nebaj
- Rey Quiché
- Noche de Luna Entre Ruinas   (Mariano Valverde)
- La Paz   (José Chamalé)
- Llegará la aurora, i llamado percusivo   (Chito España)
- Llegará la aurora, ii a echarle salsita  (Chito España)

#### 1989 - Policromía
- Son del maíz   (Tradicional Mam, basado en la versión de José Sales)
- Antigua Guatemala   (José Chamalé)
- A Vos, Rebelde Primavera   (Fernando López)
- Comunicado   (Otto René Castillo - Tito Medina)
- La Abuelita Nicolasa   (Tito Medina)
- Son Barreño   (Laureano Mazariegoz - Toribio Hurtado)
- Recuerdos de Un Presente   (Miguel Sisay)
- La Matraca de José   (Tito Medina)
- A Veces Me Parece Que Nada Ha Cambiado   (Sandra Morán)
- Labuga   (Tito Medina)

#### 1991 - ...Cambios?
- Cuando Veo Un Corte de Santiago Atitlán   (Tito Medina)
- El Mishito   (Son Poqomchí, versión libre por Miguel Sisay y Tito Medina)
- Pueblo Quiché   (Otto Raúl Flores - Jornal)
- Patria Verde   (Sarita Galvez)
- Resistir, Resistir, A Vencer o A Morir   (Tito Medina)
- El Nuevo Amanecer   (Tradicional Mam, basado en la versión de José Sales)
- Farabundo: El Salvador Vencerá   (Víctor Pardo)
- Por Todo... ¡Vencerás!   (Tito Medina)
- La Despedida   (Son K'anjob'al, refugiados guatemaltecos en Chiapas)

#### 1995 - Códices
- Latinos en Canadá   (Tito Medina)
- Consenso Nacional   (Tito Medina)
- Rogelia   (Tito Medina)
- Turcios Lima   (Franz Galich - Tito Medina)

#### 1996 - Antología de la Música Instrumental de la Tradición Popular Guatemalteca
de la tradición Mam
- Nuevo Amanecer
- Son del Maíz

de la tradición K'anjob'al
- La Despedida

de la tradición tzutuhil
- Son de Entrada
- Consenso Sonoro
- Primer son
- Segundo son
- Tercer son
- Son de salida

de la tradición K'iche'
- Rey Quiché

de la tradición Q'eq'chi'
- Lain Neba'

de la tradición Kaq'chikel
- Parraxtut

Consenso Sonoro
- R'i Rok'b'al Pop

de nuevo aporte
- Kin Lalat  (Osmundo Villatoro)

de la tradición Poqomchi' - variantes propias en cada región
- El Mishito  (versión libre)

de la tradición mestiza
- Son Barreño   (Laureano Mazariegoz - Toribio Hurtado)
- Noche de Luna Entre Ruinas   (Mariano Valverde)

#### 1996 - Tres Lustros de Canto y Esperanza
- Florecerás... Guatemala   (Julia Esquivel - Danilo Cardona - Kin Lalat)
- Pueblo, Sangre Que No Se Rinde   (Tito Medina)
- Pueblo Quiché   (Otto Raúl Flores - Jornal)
- Amante Alzado   (Danilo Cardona)
- Despedida   (Chito España)
- Libertad... Munición del Canto   (Manuel José Arce - Tito Medina)
- Tempestad Libertaria   (Camilo Díaz Bermúdez)
- Cantaré   (Danilo Cardona)
- La Paz   (José Chamalé)
- Recuerdos de Un Presente   (Miguel Sisay)

## Festivales
Festival de música folclórica de Vancouver (Vancouver, Canadá, 1983, 1984, 1989)

## Musicalización de películas
- 20 años después  (Dir. Anais Taracena, Guatemala, 2017)
- Caminos del Silencio (Alba Films, Nicaragua,1986)
- Camino al ocaso (México, 1990)